# Toarisoaivi (kulle, lat 68,67, long 26,00)
Toarisoaivi är en kulle i Finland.   Den ligger i den ekonomiska regionen Norra Lappland och landskapet Lappland, i den norra delen av landet, 900 km norr om huvudstaden Helsingfors. Toppen på Toarisoaivi är 430 meter över havet.
Terrängen runt Toarisoaivi är kuperad åt nordväst, men åt sydost är den platt.  Trakten runt Toarisoaivi är nära nog obefolkad, med mindre än två invånare per kvadratkilometer. Det finns inga samhällen i närheten. Omgivningarna runt Toarisoaivi är i huvudsak ett öppet busklandskap.